# Sepullia rufa
Sepullia rufa är en insektsart som först beskrevs av Carl Peter Thunberg 1822.  Sepullia rufa ingår i släktet Sepullia och familjen spottstritar. Inga underarter finns listade i Catalogue of Life.